# Бенито Хуарез Јалчук (Окосинго)
Бенито Хуарез Јалчук (шп. Benito Juárez Yalchuc) насеље је у Мексику у савезној држави Чијапас у општини Окосинго. Насеље се налази на надморској висини од 862 м.

## Становништво
Према подацима из 2010. године у насељу је живело 84 становника.

### Хронологија
| Година       | 2000         | 2005          | 2010         |
| ------------ | ------------ | ------------- | ------------ |
| Становништво | 50 (25 / 25) | 112 (56 / 56) | 84 (42 / 42) |

### Попис
| # | Индикатор                     | Вредност |
| - | ----------------------------- | -------- |
| 1 | Укупно домаћинстава           | 28       |
| 2 | Укупно насељених домаћинстава | 28       |
| 3 | Величина локације             | 1        |